# Crashing (serie de televisión británica)
Crashing es una serie de comedia británica producida por Big Talk Productions y escrita y creada por Phoebe Waller-Bridge. Su única temporada, compuesta por seis episodios, se emitió del 11 de enero de 2016 al 15 de febrero de 2016 en Channel 4 y se lanzó internacionalmente como una serie original de Netflix . Está protagonizada por Waller-Bridge, Jonathan Bailey, Julie Dray, Louise Ford, Damien Molony, Adrian Scarborough y Amit Shah .

## Premisa
Crashing sigue la vida de seis veinteañeros que conviven en un hospital en desuso como guardianes de la propiedad, una figura existente en el Reino Unido en la que los inquilinos mantienen el edificio seguro a cambio de un alquiler más barato y un estricto conjunto de reglas. El grupo navega entre la tensión sexual y las vicisitudes de su propio bagaje personal y los estereotipos sociales a la espera de ser desalojados.

## Elenco

### Principal
- Phoebe Waller-Bridge como Louise "Lulu", amiga de la infancia de Anthony que se muda al hospital.
- Jonathan Bailey como Sam, amigo de Anthony obsesionado con el sexo que se acerca a Fred.
- Julie Dray como Melody, artista francesa que se interesa por Colin.
- Louise Ford como Kate, perfeccionista comprometida con Anthony que se enfrenta a Lulu.
- Damien Molony como Anthony, cocinero que está comprometido con Kate y es amigo de la infancia de Lulu.
- Adrian Scarborough como Colin Carter, colega divorciado de Kate que se convierte en "musa" de Melody.
- Amit Shah como Fred Patini, hombre gay que se vuelve amigo cercano de Sam.

### Secundarios
- Susan Wokoma como Jessica, compañera de trabajo bisexual de Kate, que tiene una adicción al sexo.
- Lockie Chapman como Will, el ensimismado novio australiano de Fred. Trabaja como voluntario telefónico en Samaritans y se insinúa que es rico.

### Invitados
- Kathy Burke como la tía Gladys, excéntrica y alcohólica tía abuela de Lulu que tiene un interés sexual inapropiado en Lulu.
- Janie Dee como Cara, exesposa de Colin

## Producción

### Trasfondo
La historia comenzó como dos obras de teatro, escritas por Waller-Bridge, que fueron desarrolladas para televisión por la productora Big Talk. Waller-Bridge agregó que "el estímulo para ellos fue encontrar el momento en que algo emocionante podría haber sucedido entre dos personas, pero no sucede porque lo embotellan en el último minuto. Siempre quise escribir sobre lo que les sucedió a estas personas después de este momento”.

### Rodaje
El escenario del programa se inspiró en el Middlesex Hospital, un hospital abandonado ubicado en Fitzrovia cerca de las oficinas de la productora. Finalmente, se filmó en un edificio en desuso del Royal London Hospital en Whitechapel, que a su vez estaba habitado.

## Emisión
Crashing se emitió del 11 de enero de 2016 al 15 de febrero de 2016 en Channel 4 y se estrenó internacionalmente entre 2016 y 2017 como una serie original de Netflix .
La serie también se mostró en la televisión italiana, española y rusa, entre otras. Fue lanzada en DVD por Simply Media el 3 de septiembre de 2018.

## Recepción
W Magazine la consideró la "interpretación retorcida de Friends " de Waller-Bridge.
La revista GQ se refirió a la serie en estas palabras: "La trama está apuntalada por gritos, sarcasmo, diálogos sin censura alrededor del cuerpo y una borrachera muy británica. También hay momentos con un poco comedia de los malentendidos, que la autora de Fleabag ha demostrado que puede manejar muy bien: y hay muchas risas".
Alanna Bennett para The Ringer escribe: “Waller-Bridge baila a través de prácticamente todos los clichés disponibles, pero en el camino, los dobla y los deforma. Cada tropo viene con un agudo gancho de derecha. Ella oscurece algunos […] [e] ilumina otros”.

## Reconocimientos
- 2017 British Academy Television Craft Awards : Mejor talento revelación (Phoebe Waller-Bridge)[17]